# Рош-ха-Аин
Рош-ха-А́ин (Рош-Хаайин, ивр. ראש העין‎) — город в Израиле, в Центральном округе, находящийся недалеко от Петах-Тиквы.

## Название города
Название города Рош-ха-Аин (ивр. רֹאשׁ הָעַיִן‎) переводится с иврита как «начало источника», поскольку город находится у истока реки Яркон, текущей далее в Петах-Тикву и в Тель-Авив.

## Географическое положение
Город расположен у истоков реки Яркон, на границе между долиной Хашарон и горной областью Шефела, поэтому часть города (Старый Рош-ха-Аин) расположена в долине, а часть (Новый Рош ха-Аин) на склонах гор.
- Иерусалим — 55 км.
- Тель-Авив — 15 км.
- Петах-Тиква — 3,5 км.

## История
В этих местах воевали Александр Македонский, Симон Бар-Кохба, Александр Яннай. Существует легенда, что именно здесь похоронен Рабби Акива.
К востоку от города, вблизи истока реки Яркон находится большой курган — Тель-Афек, где обнаружены следы поселений среднебронзового и раннежелезного веков, а также эллинистического и римского периодов. На этом месте находился древний еврейский город Афек (на иврите «исток»), переименованный царём Иродом в честь своего отца в Антипатриду. На вершине холма — руины укреплённого постоялого двора времен мамлюков. Место с древности было важным пунктом на пути из Египта в Иудею, Дамаск, Ливан и Месопотамию.
В окрестностях Афека во времена Судей произошло сражение с филистимлянами (1066 год до н. э.), описанное в Библии: « … Филистимляне расположились при Афеке…. И произошла битва, и были поражены Израильтяне Филистимлянами, … и пало Израильтян тридцать тысяч пеших. И Ковчег Божий был взят …» (1Цар. 4:1,2, 10,11). Во время победоносных завоеваний Александра Македонского в Афеке произошла его встреча с Симоном Праведным (Шимоном ха-Цадиком), иерусалимским первосвященником.
В христианской традиции Афек или Антипатрис упоминаются в «Деяниях Апостолов» (23:12) в связи с апостолом Павлом. Упоминается, что Антипатрис находился на дороге Иерусалим — Кейсария.
Крепость Мигдаль Цедек, «Башня справедливости», находится на Шоссе 444 (Бен-Шемен — Рош ха-Аин). В XIX веке здесь обосновался бедуинский шейх Ахмед Седек (Цедек), который промышлял разбоем, снимая плату с проходящих караванов. Седека поймали и сослали в тюрьму на Трапезунд, а его имя сохранилось в названии крепости.
Рош ха-Аин был основан в 1949 году на месте бывшей британской военной базы как маабара (временный лагерь репатриантов). Первыми поселенцами были репатрианты из Йемена, вывезенные Израилем по воздуху в 1949—1950 гг. в ходе операции «Орлиные крылья».

## Население
По данным Центрального статистического бюро Израиля, население на начало 2020 года составляло 61 801 человек.
Плотность населения в городе Рош-ха-Аин составила 2100 человек на квадратный километр. Среднемесячная заработная плата сотрудника в 2019 году составила 9 974 шекеля (в среднем по стране: 9 745 шекелей).

## Инфраструктура
Дороги
- Шоссе 5
- Шоссе 6
- Шоссе 444
- Шоссе 483

Железнодорожная станция
Вновь построенная железнодорожная станция Рош ха-Аин находится на линии Лод — Хайфа с ответвлением на Тель-Авив.
Водоснабжение
- Водопровод Рош ха-Аин — Иерусалим (длина — 65 км, построен в 1936 году)
- Водопровод Яркон — Негев (1955 год)

В 1964 году эти водоводы включены в общенациональную водную систему.

## Районы города
- Авив
- Гиват-хa-Слаим
- Гиват-Таль
- Индустриальная зона (старая)
- Мицпе-Афек
- Натан
- Неве-Афек
- Парк-Афек (Сибель) — новая индустриальная зона
- Псагот
- Ракафот
- Рамбам
- Цахаль
- Шабази
- Хуцот-Афек

## Города-побратимы
- Бирмингем, Алабама, США (с 9 ноября 2005)
- Ванв, Париж, Франция
- Прага, Чехия
- Одесса, Украина
- Цыси, Китай

## Галерея
- Рош-ха-Аин — город с музыкой в сердце
- Район Неве-Афек, улица Кинор
- Синагога Рош-ха-Аина
- Мигдаль-Цедек
- Кладбище Рош-ха-Аина в 2015 году